# New London (Minnesota)
New London és una població dels Estats Units a l'estat de Minnesota. Segons el cens del 2000 tenia 1.066 habitants.

## Demografia
Segons el cens del 2000, New London tenia 1.066 habitants, 415 habitatges, i 261 famílies. La densitat de població era de 424,3 habitants per km².
Dels 415 habitatges en un 32,3% hi vivien nens de menys de 18 anys, en un 49,4% hi vivien parelles casades, en un 11,3% dones solteres, i en un 37,1% no eren unitats familiars. En el 33,7% dels habitatges hi vivien persones soles el 17,1% de les quals corresponia a persones de 65 anys o més que vivien soles. El nombre mitjà de persones vivint en cada habitatge era de 2,31 i el nombre mitjà de persones que vivien en cada família era de 2,95.
Per edats la població es repartia de la següent manera: un 24,3% tenia menys de 18 anys, un 6,4% entre 18 i 24, un 25,1% entre 25 i 44, un 17,1% de 45 a 60 i un 27,1% 65 anys o més.
L'edat mediana era de 40 anys. Per cada 100 dones de 18 o més anys hi havia 71,7 homes.
La renda mediana per habitatge era de 34.018 $ i la renda mediana per família de 42.500 $. Els homes tenien una renda mediana de 28.636 $ mentre que les dones 21.786 $. La renda per capita de la població era de 16.216 $. Entorn del 6,1% de les famílies i el 6,8% de la població estaven per davall del llindar de pobresa.

## Poblacions més properes
El següent diagrama mostra les poblacions més properes.